# Diecezja San Juan de la Maguana
Diecezja San Juan de la Maguana (łac. Dioecesis Sancti Ioannis Maguanensis) – katolicka diecezja na Dominikanie należąca do archidiecezji Santo Domingo. Została erygowana 19 listopada 1969 w miejsce prałatury terytorialnej istniejącej od 1953.

## Ordynariusze
- Tomás Francisco Reilly, C.SS.R. (1956–1977)
- Ronald Gerard Connors, C.SS.R. (1977–1991)
- José Dolores Grullón Estrella (1991–2020)
- Tomás Alejo Concepción (od 2021)